# بالرشتت
بالرشتت (به آلمانی: Ballerstedt) یک منطقهٔ مسکونی در آلمان است که در استربورگ (آلتمارک) واقع شده‌است. بالرشتت ۳۰۸ نفر جمعیت دارد.